# Dama niebieskobrzucha
Dama niebieskobrzucha (Lorius lory) – gatunek średniej wielkości ptaka z rodziny papug wschodnich (Psittaculidae), znany także pod nazwą lorysa czarnogłowa. Występuje na Nowej Gwinei i kilku sąsiednich wyspach.

## Podgatunki i zasięg występowania
Wyróżnia się 7 podgatunków L. lory:
- L. l. lory (Linnaeus, 1758) – wyspy u zachodnich wybrzeży Nowej Gwinei, półwysep Ptasia Głowa (północno-zachodnia Nowa Gwinea)
- L. l. cyanauchen (S. Müller, 1841) – wyspa Biak (u północnych wybrzeży Nowej Gwinei)
- L. l. jobiensis (A. B. Meyer, 1874) – wyspy Yapen i Mios Num (u północnych wybrzeży Nowej Gwinei)
- L. l. viridicrissalis Beaufort, 1909 – północno-zachodnia Nowa Gwinea
- L. l. salvadorii A. B. Meyer, 1891 – północno-wschodnia Nowa Gwinea
- L. l. erythrothorax Salvadori, 1877 – południowa Nowa Gwinea
- L. l. somu (Diamond, 1967) – południowo-środkowa Nowa Gwinea w głębi lądu

## Charakterystyka

### Morfologia
Wygląd zewnętrzny:
Czerwony grzbiet i piersi, niebieski brzuch i górna część głowy, zielone skrzydła. Brak dymorfizmu płciowego.
Wymiary:
- Długość ciała – 31 cm,
- Rozpiętość skrzydeł – 55 cm,
- Masa ciała – 150-200 g.

## Pożywienie
Dama niebieskobrzucha żywi się owocami, nektarem i pyłkiem kwiatów. Jej szczoteczkowaty język jest przystosowany do pobierania takiego rodzaju pokarmu. Czubek języka porośnięty jest szczecinkami, które unoszą się, kiedy ptak przyjmuje pożywienie. Dama zjada też różne owady i ich larwy. Przy przyjmowaniu pożywienia używa swoich nóg przytrzymując nimi pożywienie i podając kawałki pokarmu do dzioba.

## Rozród
O rozmnażaniu dam na wolności wiadomo niewiele. Zaobserwowano, że gniazduje najczęściej w dziuplach lub w opuszczonych kopcach termitów. Większość informacji o tej papudze pochodzi z obserwacji ptaków w niewoli, a na tej podstawie nie można wyciągać wniosków o trybie jej życia na wolności. Pora lęgowa w niewoli trwa od kwietnia do września. Podczas zalotów partnerzy okazują sobie coraz większą czułość. Samiec stara się zainteresować samicę, prostuje się przed nią z rozciągniętymi skrzydłami i skłania głowę na boki. Potem zaczyna energicznie poruszać całym ciałem w górę i w dół, źrenice rozszerzają mu się i wydaje sykliwe nawoływania. Więź między partnerami bywa bardzo silna i w porze lęgowej samce stają się agresywne wobec innych ptaków. Samica składa zwykle 2 jaja i wysiaduje je przez około 24 dni. Po wykluciu się pisklęta zostają w gnieździe 8–10 tygodni. Dojrzałość płciową osiągają w 2–3 roku życia.

## Status
Międzynarodowa Unia Ochrony Przyrody (IUCN) uznaje damę niebieskobrzuchą za gatunek najmniejszej troski (LC - Least Concern).